# Landhaus Herbst

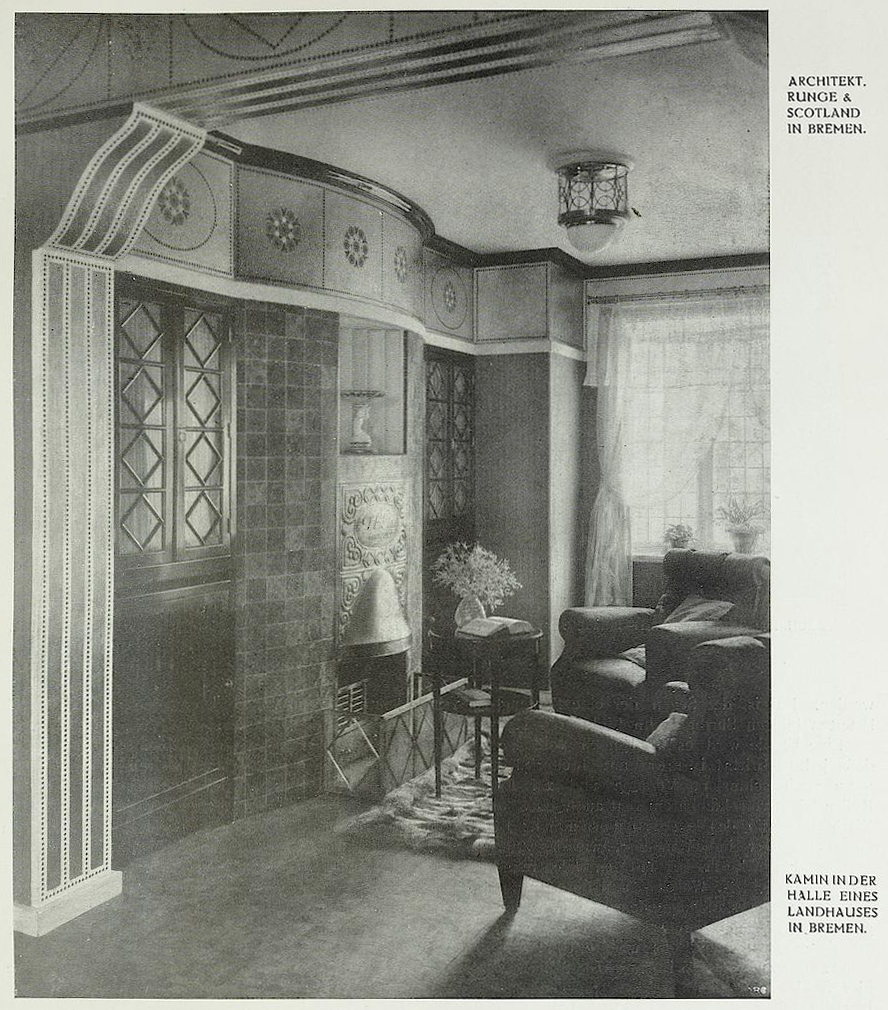
Landhaus Herbst, Kaminzimmer

Das Landhaus Herbst befindet sich in Bremen, Stadtteil Schwachhausen, Ortsteil Radio Bremen, Schwachhauser Heerstraße 335. Das Wohnhaus entstand  1909 nach Plänen von Alfred Runge und Eduard Scotland. Es steht seit 1994 unter Bremer Denkmalschutz.

## Geschichte
Das zweigeschossige, rechteckige, verputzte Wohnhaus  mit dem Walmdach und der Veranda wurde 1909 in der Epoche der Jahrhundertwende im Landhausstil für den Kaufmann (Carl Georg) Theodor Herbst (1876–nach 1956) gebaut. Eine vordere Terrasse und ein Balkon wurden beseitigt sowie 1948 der Wohnraum vergrößert und 1955 eine Garage angebaut.
Theodor Herbsts Vater, der Zahnarzt Wilhelm Herbst, hatte 1890 die Bremer Goldschlägerei (seit 1967 BEGO) gegründet, die der Sohn weiter führte.
Von den Architekten Runge und Scotland stammen in Schwachhausen u. a. das Haus Runge, Haus Wiedemann und die Wohnhäuser Schwachhauser Ring 2 und 4.
Heute (2018) wird das Haus für Wohnungen genutzt.